# Amalia av Hessen-Darmstadt
Amalia av Hessen-Darmstadt, född den 20 juni 1754 i Prenzlau, död den 21 juni 1832 i Bruchsal, var en prinsessa av Baden. Hon var dotter till Ludvig IX av Hessen-Darmstadt och Karolina av Birkenfeld-Zweibrücken. Från sin svärmors död 1783 till sin sons giftermål 1806 spelade Amalia den ceremoniella rollen som hovets första dam i Karlsruhe. 

## Giftermål och familj
Amalia fördes 1772 av sin mor till Ryssland tillsammans med sin syster Wilhelmine som kandidat till äktenskapet med den ryske tronföljaren Paul, men det blev Wilhelmine som valdes. 
Amalia giftes istället den 15 juli 1775 med sin kusin på farssidan, Karl Ludvig av Baden; hans mor var hennes faster. Amalia klagade efter bröllopet över sin makes omognad och sin svärfars kyla och hon saknade det ryska hovet. Hon beskrevs som intelligent, kvick och älskvärd och som den som bestämde i äktenskapet. 

### Barn
1. Amalie (1776–1823; ogift)
2. Karolina Fredrika (1776–1841; gift med Maximilian I Joseph av Bayern)
3. Louise Marie (Elisabeth) (1779–1826; gift med Alexander I av Ryssland)
4. Frederika Dorothea Wilhelmina (1781–1826; gift med Gustav IV Adolf av Sverige, skilda 1812)
5. Marie (1782–1808; gift med Friedrich Wilhelm, hertig av Braunschweig-Wolfenbüttel)
6. Karl Fredrik (1784–1785)
7. Karl (1786–1818; gift med Stephanie de Beauharnais. Deras dotter Louise gifte sig med sin kusin Gustav av Wasa)
8. Vilhelmina (1788–1836; gift med storhertig Ludvig II av Hessen-Darmstadt)

## På besök i Sverige
Med sin familj reste hon till Ryssland och sedan Sverige 1801 för att besöka sina döttrar. Under resan försökte hon försona sina svärsöner; de svenska och ryska monarkerna.
Besöket i Sverige inleddes i september 1801 och paret besökte både Drottningholm och Gripsholm under hösten. När resan hem till Baden hade påbörjats 15 december 1801 reste arvfursteparet i varsin vagn. Amalia anlände till Arboga samma kväll, där det var bestämt att man skulle övernatta. Dock kanade Karl Ludvigs vagn av den isiga landsvägen och han chockades svårt. Han fördes till Arboga där han avled dagen efter. Amalia blev änka vid 47 års ålder. 
Vistelsen i Sverige förlängdes till maj 1802. Under vistelsen blev Amalia god vän med Hedvig Elisabet Charlotta av Holstein-Gottorp, något som ogillades av kungen, och hon invigdes efter makens död i Carl Adolf Bohemans mystiksällskap Gula Rosen strax före sin avresa. 

## Politiskt inflytande
Amalia mottog 1803 svenska kungaparet som gäster i Baden. Det sades då att hon mycket väl skulle kunna påverka Gustav Adolf politiskt, eftersom hon var älskvärd och underhållande, intresserad av politik och hade samma åsikter som han. Det sades om henne att hon hade en härsklystnad och viljestyrka som kunde jämföras med den hos Katarina den stora.
Som motståndare till Napoleon försökte hon förhindra sonens giftermål med Stephanie de Beauharnais och när de vigts 1806 flyttade Amalia till sitt änkesäte Bruchsal. År 1807 sände hon ett brev från kejsarinnan av Ryssland till sin dotter, drottning Fredrika av Sverige, där Fredrika uppmanades att försöka få Gustav Adolf att sluta fred med Napoleon. 1809 tog Amalia emot Fredrika och Gustav Adolf efter deras avsättning från den svenska tronen. 1811 arrangerade hon Fredrikas villkor vad gällde underhåll och barnansvar efter att först ha försökt förhindra parets skilsmässa. 
Efter att man i en officiell kungörelse från Baden 1815 kallat den före detta kronprins Gustav för prins av Sverige, protesterade kronprins Karl Johan Bernadotte och hävdade att Amalia låg bakom ett försök att skaffa hennes barnbarn en tron. Under Wienkongressen 1815 åstadkom Amalia, genom sitt inflytande på sin svärson tsaren, att Baden fick behålla sina territorier och sin status av storhertigdöme.